# 佐藤達全
佐藤 達全（さとう たつぜん、1948年2月3日 - ）は、日本の仏教学者、僧侶。育英短期大学教授。群馬県の曹洞宗常仙寺副住職。

## 来歴
高崎市生まれ。1970年駒澤大学仏教学部禅学科卒業。1976年同大学大学院博士課程満期退学。明和女子短期大学専任講師、前橋育英短期大学助教授を経て、育英短期大学保育学科教授。鶴見大学短期大学部講師（仏教保育担当）、曹洞宗・常仙寺副住職。食物も研究する。
著書に「道元・日々の生きかた 典座教訓・赴粥飯法・衆寮箴規」「典座教訓 - 永平寺流精進料理の心」「暮らしの仏教Q&A」など。 

## 著書
- 「国立国会図書館」を参照

### 論文
- CiNii>佐藤達全